# چیموره
چیموره (به اسپانیایی: Chimoré) یک شهر در بولیوی است که در شهرداری چیموره واقع شده‌است. چیموره ۳٬۸۷۴ نفر جمعیت دارد.